# Roggel en Neer

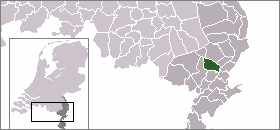
Kommunen Roggel en Neers tidigare läge

Roggel en Neer var en tidigare kommun i provinsen Limburg i Nederländerna. Kommunens totala area var 42,58 km² (där 0,74 km² var vatten) och invånarantalet var på 8 405 invånare (2005). Sedan den 1 januari 2007 har kommunen varit en del av den nya kommunen Leudal.